# Săn sói

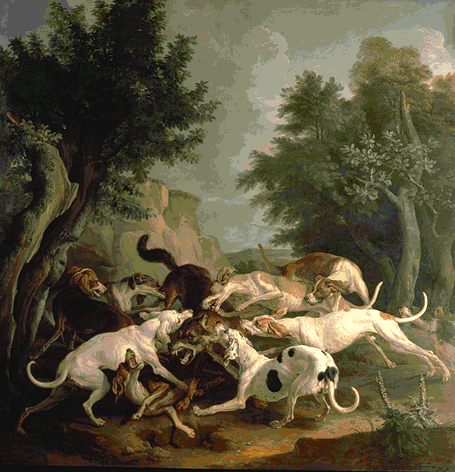
Họa phẩm về một cảnh những con chó săn vây bắt con sói.

Săn sói là việc thực hành săn bắn nhưng con chó sói mà đặc biệt là những con sói xám (Canis lupus) chủ yếu nhằm mục đích tiêu khiển, lấy da, bảo vệ gia súc và trong một số trường hợp là để bảo vệ cho con người. Việc săn bắn sói còn gây tranh cãi giữa một bên cho rằng đây là hành động cần thiết và khẩn thiết có tính chất bảo vệ trong khi phe kia cho rằng đây là hành động độc ác, không cần thiết và dựa trên quan niệm sai lầm.

## Lịch sử
Săn sói đã có lịch sử từ hàng ngàn năm về trước khi người ta bắt đầu đặt ra mối quan tâm trong việc bị đe dọa đối với gia súc quan trọng đối với sự sống còn của cộng đồng con người thời đồ đá mới. Trong lịch sử, săn sói là một công việc vất vả, cần thiết phải huy động nhiều người và còn có thể gặp nguy hiểm do sói tuy không có kích thước quá lớn nhưng lại là một dã thú ăn thịt người và hung dữ, khôn ngoan, với những cú cắn chết người, cũng giống như những mối nguy hiểm của việc săn hổ và những tai nạn khi săn lợn rừng.

### Tại Châu Âu

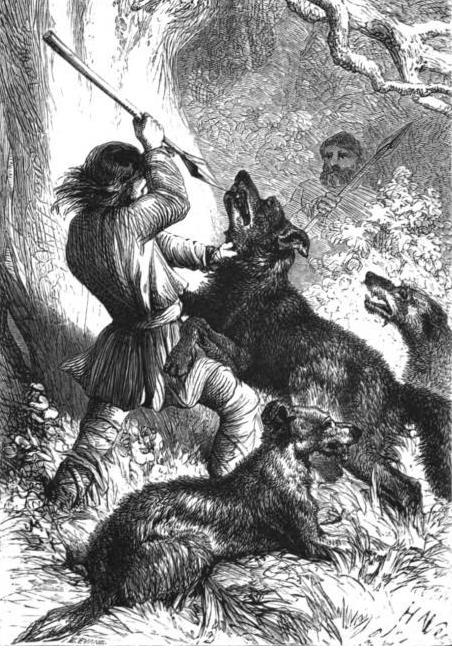
Một cảnh giết sói thời cổ ở Anh

Ở Anh vào 950, vua Athelstan áp đặt một lệnh cống hàng năm là 300 bộ da sói, một sự áp đặt được duy trì cho đến khi cuộc chinh phạt của người Norman vào nước Anh, các vị vua Norman (trị vì 1066-1154) đã sử dụng thợ săn sói để diệt sói. Nhiều vị vua Anh đã treo giải thưởng cho việc săn sói. Mức thưởng và tiền thưởng được quy định theo chế độ của Oliver Cromwell sau cuộc chinh phục Ireland của ông này và đã thu hút được một vài thợ săn sói chuyên nghiệp đến Ireland, chủ yếu là từ nước Anh. Những con sói đã bị tiêu diệt từ Ireland vào những năm cuối thế kỷ 18 nhiều khả năng là vào năm 1786.
Sau cuộc Cách mạng tư sản Pháp kết thúc, săn bắn sói không còn là một hoạt động dành riêng cho tầng lớp quý tộc, những con sói có thể bị giết để dành tiền thưởng tương đương với lương của một tháng. Từ 1818-1829, 1400 con sói đã bị giết mỗi năm tại Pháp. Vào buổi bình minh của thế kỷ 19, đã có đến 5000 con sói ở Pháp và được giảm xuống một nửa số đó đến năm 1850. Vào năm 1890, số sói đã được giảm xuống còn 1.000 và tiếp tục giảm xuống còn 500 vào năm 1900, con sói cuối cùng ở Pháp đã bị giết vào năm 1937.
Tiền thưởng dành cho việc săn sói thường xuyên được chi trả ở Ý vào thế kỷ 12 và 13 và gần đây nhất là năm 1950. Có 600 con sói được ghi nhận là đã được giết và trả tiền thưởng giữa 14 và thế kỷ 19. Ở Thụy Sĩ, các cuộc xung đột giữa con người và con sói đạt đến một đỉnh cao trong thế kỷ 16, sói đã tuyệt chủng ở Zürich năm 1684. Năm 1908, một con chó sói đã bị bắn ở Ticino, và hai con còn lại bị giết vào năm 1914 tại Lignerolle. Trong thế kỷ 19 ở Tây Ban Nha, người ta đã trả tiền ra tiền thưởng cho cái chết của 76 con sói già và 414 con sói con đối với 160 reale cho một con sói lớn và 32 cho một con sói con. Săn bắn những con sói là một nguồn thu nhập đáng kể của cải cho người dân địa phương.
Trong thời Cộng sản ở Romania có đến 2.800 con sói bị giết giữa những năm 1955-1965. Trong suốt thời kỳ cầm quyền của Nicolae Ceauşescu, một phần thưởng bằng một phần tư lương tháng được cấp cho cán bộ kiểm lâm khi giết chết được con sói. Ở Croatia, từ năm 1986 đến năm 2004, 115 trường hợp giết sói được ghi nhận, trong đó 54 % là do đánh bẫy.

### Tại Nga

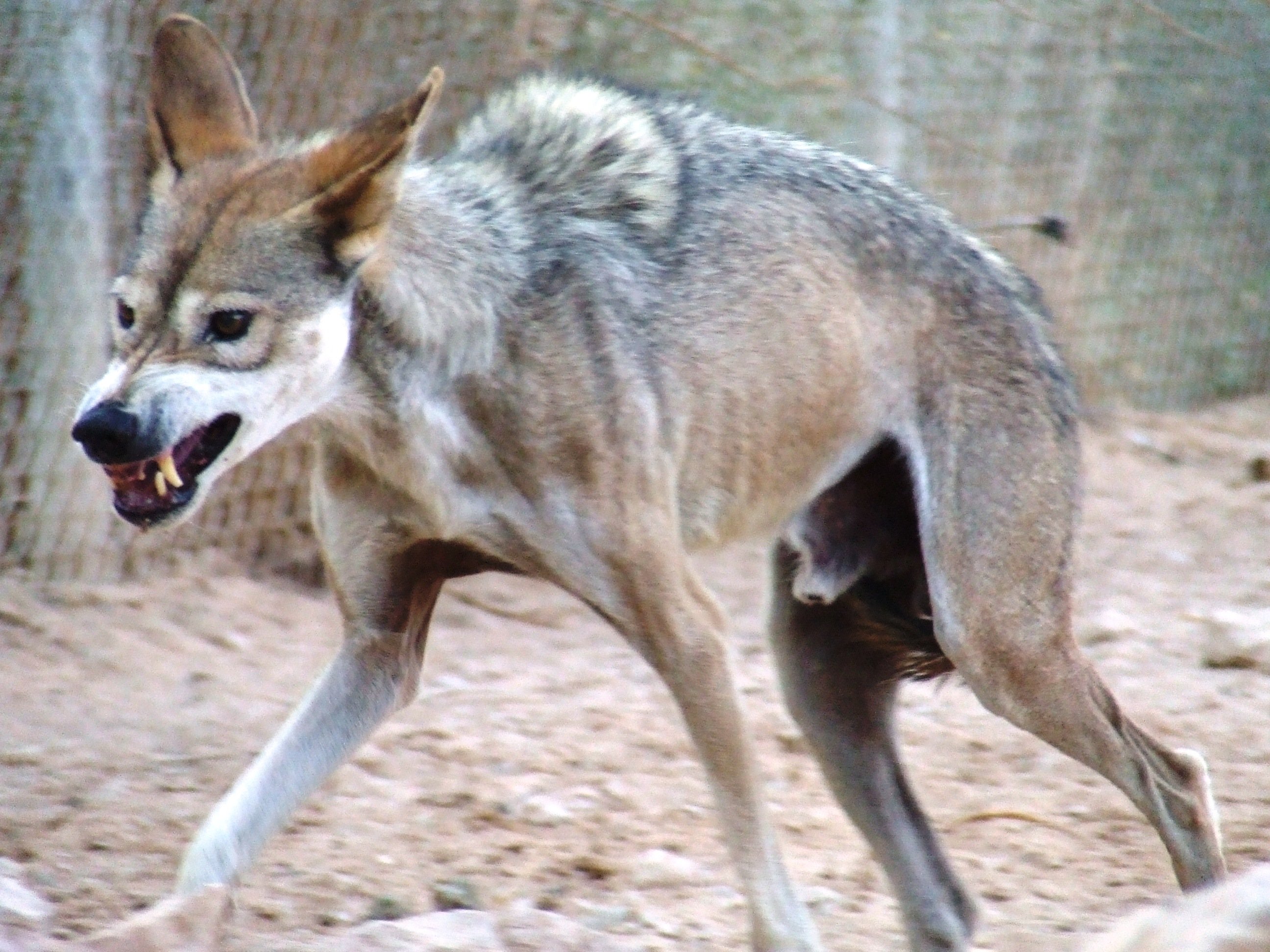
Sói xám là đối tượng treo thưởng để tiêu diệt tại Nga

Trước khi cải cách giải phóng năm 1861, săn bắn sói đã được thực hiện là điều đặc biệt chỉ bởi người có thẩm quyền sử dụng vũ khí, thường là cảnh sát, binh sĩ, chủ đất giàu hay quý tộc. Nhưng sau đó săn sói trở thành một nghề dành cho nhiều người trong đó có giới thợ săn. Thợ săn đã được đưa ra 3 rúp cho mỗi con sói đực bị giết chết và 1,5 cho mỗi con sói con với một cái đuôi được chưng ra như là bằng chứng. Mỗi thợ săn sẽ nhận được một mức lương hàng năm là 60 rúp một năm nếu ông này đã giết chết 15 con sói trưởng thành và 30 con sói con một năm, tuy vậy thợ săn nông dân tuy nhiên hiếm khi được khen thưởng do các quan chức tham nhũng ăn cắp tiền thưởng. Năm 1858, sau khi trả tiền tương đương với 1.250.000 $ cho hơn một triệu con sói ở Nga, các quan chức nghi ngờ và phát hiện ra rằng một số thợ săn mua tấm da sói với giá thấp, cắt ra và đưa cho nhân viên thẩm duyệt như đuôi con sói.
Sau cuộc Cách mạng Nga 1917 ở Nga, chính phủ Liên Xô mới được thành lập những đã tích cực tiêu diệt chó sói và các loài săn mồi khác trong một chương trình cải tạo đất rộng lớn. Liên Xô đã tiêu diệt 42.300 con sói vào năm 1945, 62.700 con sói vào năm 1946, 58.700 con sói vào năm 1947, 57.600 vào năm 1948, và 55.300 trong năm 1949. Từ năm 1950 đến năm 1954, trung bình 50.000 con sói bị giết hàng năm.
Sói vốn chỉ săn mồi trên núi và trong những khu rừng rậm. Song gnhững đàn sói xuất hiện trên những đồng cỏ ở miền trung nước cộng hòa Sakha để săn tuần lộc. Số vụ gia súc bị sói tấn công tăng dần. Sói đã tấn công 16.111 con tuần lộc trong năm 2012 – tăng 4,3% so với năm 2011. Trị giá của 16.111 con tuần lộc lên tới hơn 150 triệu rúp (5 triệu USD) vì giá của mỗi con vào khoảng 10.000 rúp. Bên cạnh đó sói cũng giết 314 gia súc. Năm 2013 và tổng thống nước cộng hòa Sakha thuộc liên bang Nga phát động cuộc chiến chống sói, sau khi chúng giết hàng nghìn con tuần lộc và đe dọa cuộc sống người dân ở nhiều làng. Giới chức Sakha muốn số lượng sói trên đất nước họ giảm từ hơn 3.500 xuống 500. Giới chức sẽ trao phần thưởng 100.000 rúp (3.280 USD) cho những người diệt được nhiều sói nhất.
Năm 2012, các thợ săn đã tiêu diệt 730 con sói. Chính quyền Yakutina ở Siberia treo thưởng 100 tỷ đồng tiêu diệt 3000 con sói hoang, chính quyền tuyên bố tình trạng khẩn cấp, triệu tập các thợ săn và treo thưởng khoản tiền lên tới sáu con số cho thợ săn xuất sắc nhất để tiêu diệt 3000 con sói trong 3 tháng sau khi các vụ sói hoang tấn công gia súc của người dân tăng đột biến.
Tộc người Evenki ở Yakutia (Siberia) đang gặp nhiều khó khăn trong việc bảo vệ đàn tuần lộc trước số lượng sói tăng vọt, số lượng sói tăng vọt đã khiến người dân gặp nhiều khó khăn trong việc bảo vệ vật nuôi, chó sói đang di cư theo số lượng lớn từ rừng taiga ra các đồng cỏ chăn nuôi tuần lộc. Nhiều người cho rằng mình đã bị đẩy tới bờ vực nghèo đói khi đàn tuần lộc bị sói tấn công. Khoảng 12.000 con tuần lộc đã bị sói giết chết vào năm 2015. Con sói đực trưởng thành ở đây trung bình nặng khoảng 40–45 kg. Chính quyền treo giải thưởng 400 USD cho mỗi con sói người dân săn được, đồng thời tặng một số tiền lớn cho người săn được nhiều nhất.
Khi săn được, các bộ da thích hợp sẽ được dùng làm quần áo và thảm. Những người phụ nữ sơ chế da sói ở nhà máy Sakha Bult trước khi chúng được chuyển đi làm thành quần áo và thảm. Người dân có nhiều truyền thuyết về chó sói. Thợ săn lo sợ những con thoát bẫy sẽ quay lại báo thù, nhiều con đã tự cắn đứt chân mình để thoát ra bẩy. Con sói sẽ đông đá khoảng 2 tiếng sau khi chết. Chúng được rã đông và lột da. Bộ da sói được đưa tới nhà máy Sakha Bult ở Yakutsk. Xác con sói được đặt lên trên và thiêu cháy.

### Tại Bắc Mỹ
Tại Bắc Mỹ, trong phần lớn các xã hội săn bắn hái lượm bản địa Mỹ, chó sói thường được giết để lấy các bộ phận cơ thể nhằm sử dụng trong các nghi lễ, hoặc để ngăn chặn chúng đánh phá kho tàng lương thực của con người khi quần thể chó sói đã trở thành quá lớn đối với người bản địa để sống chung với chúng. Người Mỹ bản địa đã nhận thức được mối nguy hiểm của những con sói 

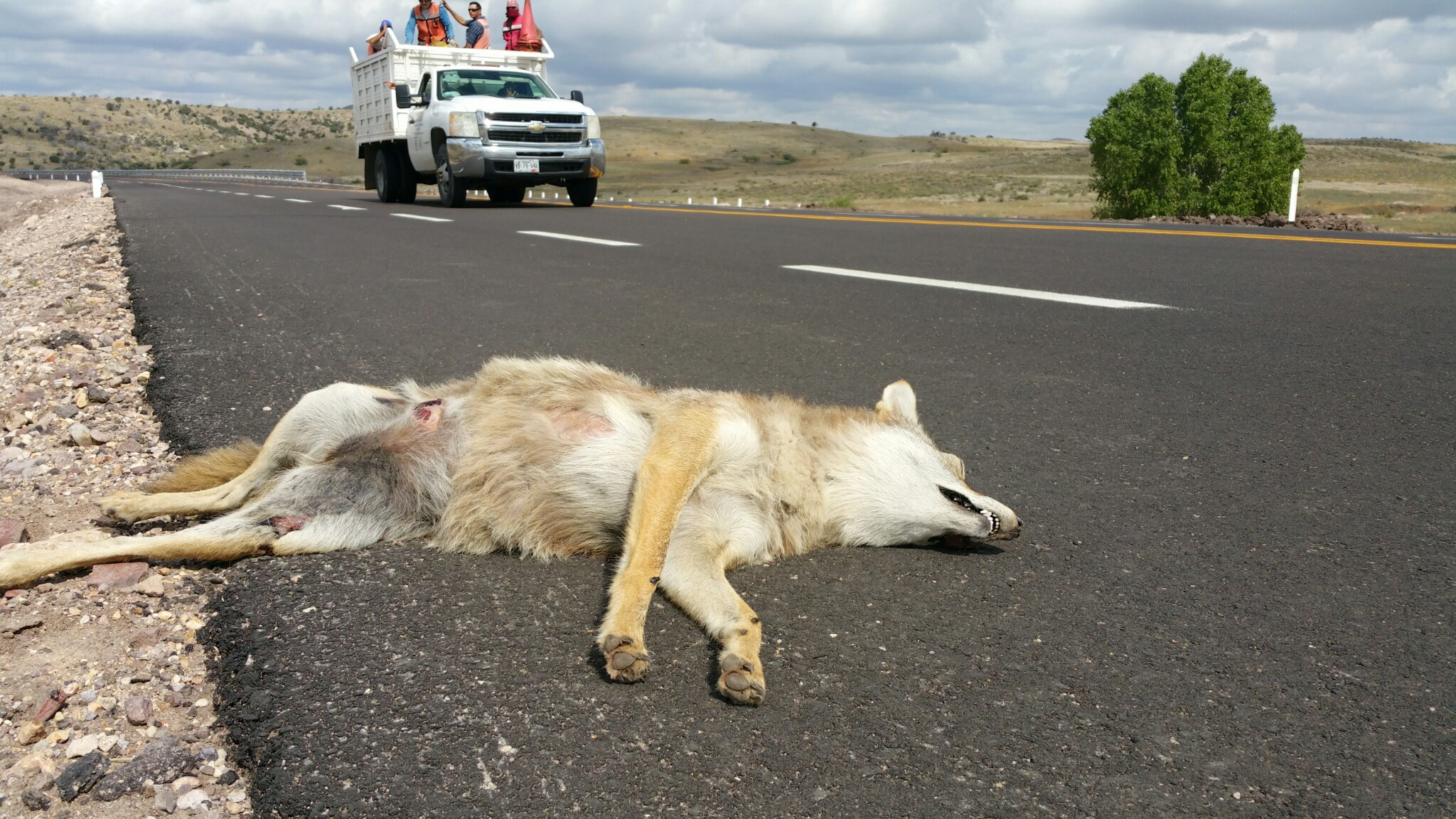
Một con sói bị bắn chết ở Mỹ

### Tại châu Á
Ở Ấn Độ, người Ấn giáo theo truyền thống được coi săn bắn những con sói thậm chí cả những nguy hiểm như điều cấm kỵ vì sợ gây ra một vụ thu hoạch không như mong muốn. Năm 1876, tại các tỉnh Tây Bắc và Bihar Đế quốc Ấn Độ thuộc Anh, 2825 con sói đã bị giết để trả thù các cuộc tấn công của sói gây tử vong 721 đối với con người. Hai năm sau, 2600 sói đã thiệt mạng trong các cuộc phản công với 624 người chết.
Tại Cộng hòa nhân dân Mông Cổ, Đảng Nhân dân Cách mạng Mông Cổ đã tổ chức hai tuần săn sói quốc gia, một tháng ba và một vào tháng Mười Hai. Bất cứ ai giết một con sói và trình ra một cặp tai làm bằng chứng đã được tưởng thưởng với một con cừu. Mỗi tháng, chính phủ ra lệnh cho dân chúng nỗ lực để tiêu diệt đàn sói. Hồ sơ cho thấy rằng có đến 5.000 con sói đã được thực hiện hàng năm trong những năm 1930, 4000-4500 sói đã bị giết mỗi năm ở Mông Cổ vào năm 1976.
Tại Kazakhstan thuộc Liên Xô có khoảng 1.000 thợ săn chuyên nghiệp giết chết hàng ngàn con sói hàng năm để nhận thu thập tiền thưởng của chính phủ. Vào năm 1988, ngay trước khi nền kinh tế Liên Xô sụp đổ, những người thợ săn giết chết 16.000 con sói.

### Tại Việt Nam
Tại Việt Nam, Khi còn phân bố đông đảo ở các vùng núi phía bắc Việt Nam, nhất là vùng Sơn La, sói lửa xung đột và gây hấn với người dân bản địa ở đây, chúng tấn công vào các làng bản và giết hại gia súc của người dân, những người dân bản địa đã tổ chức săn bắn, triệt hạ và xua đuổi, kết thúc những cuộc chiến như thế này luôn đem lại thiệt hại nặng nề cho hai bên. Vùng Tây Bắc, hai khu rừng còn nhiều chó sói lửa nhất là rừng Sốp Cộp giáp Lào và rừng Huổi Luông, cánh rừng giáp 3 huyện, gồm Quỳnh Nhai (Sơn La) và Sìn Hồ, Than Uyên (Lai Châu). Nguyên nhân chính là do rừng bắt đầu bị tàn phá, thú rừng bị bắn hạ nhiều, đàn sói lửa không có mồi ăn, nên chúng mới tìm đến đàn bò, đàn trâu, đàn gà, đàn lợn. Chúng rất khôn ngoan và ít khi trúng bẫy của người dân.
Chó sói lửa là ác mộng của dân bản vùng Tây Bắc, vì nó giết hại quá nhiều trâu, bò. So với hổ, thì sói là kẻ phá hoại khủng khiếp hơn nhiều. Có gia đình thiệt hại hàng trăm triệu vì sói ăn hết mất cả đàn trâu, bò. Cá biệt ở bản Púm, xã Pha Kinh, Quỳnh Nhai, Sơn La giáp với vùng Huổi Luông, hầu như năm nào người dân trong bản cũng mất khoảng 20 trâu, bò, nhiều năm mất đến 40 con và có năm mất đến 50 con và hầu như nhà nào cũng từng bị thiệt hại trâu bò vì sói lửa, có ngày chúng ăn thịt liền năm con, đặc biệt là đợt tấn công mãnh liệt vào tháng 8 năm 2004, chỉ trong một buổi chiều tối đã có sáu con trâu trong đó có 05 trâu mộng, bốn con nghé, bảy con bò bị giết hại do sói lửa. Sau đó đàn sói này sau khi giết hại trâu, bò ở cánh rừng khu vực bản Púm (xã Pha Khinh), đàn sói kéo lên hướng Bắc, giết hại vô số trâu, bò ở bản Hé (xã Mường Chiên), cách huyện lỵ Quỳnh Nhai (Sơn La). Những năm chó sói về nhiều, dân bản suốt ngày vào rừng nhặt xác trâu bò về ăn, gia đình ăn không hết thì chia cho dân bản, và đem bày bán ở chợ theo kiểu bán cả tảng bán tống bán tháo, đến mức ăn nhậu trong một quán lá, người ta ăn thịt bò với giá rất rẻ.
Việc sói gây thiệt hại kinh tế quá lớn, khiến người dân không chịu nổi và quyết tâm tổ chức thuê thợ săn giết sói, cuộc vây ráp phải huy động dân bản, cùng một số thợ săn phối hợp tổng số lên đến 30 người được trang bị súng tự chế, xoong nồi, mâm chậu... đi tìm diệt. Trong một lần phục kích họ đã dồn được sói chạy về phía khe núi hẹp, đàn sói này gồm 30 con, nhưng chỉ có chín con bị dồn vào khe núi, số còn lại hung hãn phá vòng vây thoát vào rừng, 09 con bị vây ráp đã bị bắn hạ, hôm sau, đàn sói lại kéo về khu vực này tru tréo thì tiếp tục bị bắn hạ 2 sói to nhất đàn khiến đàn sói khiếp sợ, chạy tán loạn, tổng cộng triệt hạ được 11 con, đây là vụ bắn giết sói lửa lớn nhất từng được phản ánh. Nhiều thợ săn cho biết từng giết hại rất nhiều chó sói, họ cho rằng giết sói là cách ông bảo vệ đồng bào và là cách để trả thù những cuộc tấn công do sói lửa gây ra. Hiện nay, chó sói ở đây đã bị tiêu diệt nhiều, chúng lại là loài trong sách đỏ, nên thợ săn không dám giết hại, cho dù sau này có trường hợp ghi nhận đàn sói quay lại và tấn công, giết chết 01 con bò cái.